# Filetto
Filetto est une commune de la province de Chieti dans la région Abruzzes en Italie.

## Administration
| Période                                  | Période | Identité | Étiquette | Qualité |
| ---------------------------------------- | ------- | -------- | --------- | ------- |
|                                          |         |          |           |         |
| Les données manquantes sont à compléter. |         |          |           |         |

### Communes limitrophes
Ari, Casacanditella, Guardiagrele, Orsogna, San Martino sulla Marrucina, Vacri